# Uschod (przystanek kolejowy)
Uschod (biał. Усход; ros. Восток, ros. nazwa normatywna Усход) – przystanek kolejowy pomiędzy miejscowościami Uschod i Czyrwonaja Niwa, w rejonie słuckim, w obwodzie mińskim, na Białorusi. Leży na linii Osipowicze – Baranowicze.